# Báfra
Báfra (Bafra) är en ort i Grekland.   Den ligger i prefekturen Nomós Ioannínon och regionen Epirus, i den centrala delen av landet, 300 km nordväst om huvudstaden Aten. Báfra ligger 513 meter över havet och antalet invånare är 838.
Terrängen runt Báfra är huvudsakligen kuperad, men den allra närmaste omgivningen är platt. Runt Báfra är det ganska glesbefolkat, med 35 invånare per kvadratkilometer. Närmaste större samhälle är Ioánnina, 7,6 km norr om Báfra. Trakten runt Báfra består till största delen av jordbruksmark.